# 몬스터 하우스
몬스터 하우스(영어: Monster House)는 이미지무버가 제작하여 2006년에 개봉한 미국의 공포·코미디 애니메이션 영화이다. 이 영화에는 모션 캡처가 사용되었다.

## 출연

### 주연
- 밋첼 머소
- 샘 러너
- 스펜서 로크
- 스티브 부세미
- 매기 질렌할

### 조연
- 제이슨 리
- 케빈 제임스
- 닉 캐논
- 캐서린 오하라
- 프레드 윌러드
- 라이언 뉴먼
- 우디 슐츠
- 이안 맥코넬
- 존 헤저
- 캐서린 터너

## 제작진
- 제작팀장: 헤더 스미스
- 라인프로듀서: 피터 M. 토비언슨
- 사운드디자인: 랜디 돔
- 미술: 에드 버렉스
- 의상: 루스 마이어스
- 배역: 스콧 보랜드
- 배역: 빅토리아 버로우즈